# Haplidus parvulus
Haplidus parvulus är en skalbaggsart som beskrevs av Chemsak och Linsley 1963. Haplidus parvulus ingår i släktet Haplidus och familjen långhorningar. Inga underarter finns listade i Catalogue of Life.